# Blacktown, New South Wales
Blacktown je ime za predgrađe unutar Gradske uprave Blacktown saveznoj državi Novi Južni Wales, Australija i nalazi se 34 km zapadno od grada Sydneya. Blacktown je administrativno središte Gradske uprave Blacktown i jedno je od kulturno najraznovrsnijih predgrađa u NSWu.

## Promet
Prema popisu stanovništva 2006., najviše korišteno sredtvo prometanja od i do posla iz Blacktowna je automobil (74%), dok korištenje javnog prometa je ispod 20%. Od javnih prometala navište se koristi vlak (17%), dok autobus koriste samo 5% za sve ili dio putovanja. Željeznička stanica Blacktown nalazi se na Zapadnoj liniji željezničke mreže CityRail. Glavno autobusno međuspojnik nalazi se odmah do stanice, te postoji podzemna autobusna stanica ispod trgovačkog kompleksa Westpoint. Blacktown je zadnja stanica na Sjevero-zapadnom T-way.
Autobusna tvrtka Busways ima linije prema sjeveru (Rouse Hill, Castle Hill, Kellyville, Glenwood i Stanhope Gardens), zapadno (Plumpton, Oakhurst, Quakers Hill, Dean Park, Woodcroft) južno (Prospect, Arndell Park, Huntingwood, Tallawong, Doonside, Bolnica Blacktown), dok tvrtka Hillsbus ima linije prema istoku (Macquarie Park, Seven Hills, Parramatta, Kings Langley).

## Poznate osobe
- Toni Collette, glumica

## Kultura, šport i rekreacija

### Kultura
Glavno središte kulture u Blacktownu je Centar za umjetnost (Blacktown Arts Centre), koji se nalazi pokraj upravne zgrade Gradske uprave Blacktown na adresi 78 Flushcombe Road. Zgrada je prepravljena od anglikanske crkve koja je bila napravljena 1950-tih, i koja je izašla van upotrebe kao crkva 1999. godine. Gradska uprava je prvo kupila zgradu da proširi broj parkirališnih mjesta do upravne zgrade, ali od zamisli rušenja crkve se odustalo te u suradnji s državnom ustanovom Arts NSW (Umjetnost NSW) zgrada je prepravljena i preuređena u multifunkcionalnu galeriju, koncertnu dvoranu, studio i ured. Prvo preuređenje je završeno 2002. godine, dok 2006. započeto je multimilijunska nadogradnja dodavanjem više prostora za izložbu. Radovi su završeni 2007. godine.

### Šport

#### Športski tereni
- Blacktown Stadium u sklopu Blacktown International Sport Centre -  10.000 gledatelja
- Fairfax Community Stadium (koristi ga tim iz NSWPL Blacktown City Demons) -  7.500 gledatelja (1.200 sjedećih)
- Blacktown Baseball Stadium (baseball) 5.000 gledatelja (1.200 ), u sklopu Blacktown International Sport Centre
- Blacktown Softball Stadium (softball) 5.000 gledatelja (1.100 sjedećih), u sklopu Blacktown International Sport Centre
- Blacktown Showground (sajmište)
- Blacktown Aquatic Center

## Obrazovanje
- Državne osnovne škole (K-6 razreda)
  - Blacktown North Public School
  - Blacktown South Public School
  - Blacktown West Public School
  - Lynwood Park Public School
  - Marayong South Public School
  - Shelley Public School
  - Walters Road Public School
- Državne više škole (7-12 razreda)
  - Blacktown Boys High School
  - Blacktown Girls High School
  - Evans High School
  - Doonside Technology High School
  - Mitchell High School.